# Jan Tadeusz Rogoziński
Jan Tadeusz Rogoziński (ur. 30 grudnia 1825, zm. 22 września 1883 w Warszawie) – polski prawnik, prezes Prokuratorii Generalnej Królestwa Polskiego.
Był synem Wojciecha (1786–1879, prawnika, prezesa Prokuratorii Generalnej Królestwa Polskiego) i Józefy z Andrychowiczów, starszym bratem Michała (1827-1896, prawnika, prezesa II Departamentu Izby Sądowej Warszawskiej). W 1845 ukończył Gimnazjum Gubernialne w Warszawie (wraz z kursami prawnymi) i wyjechał na studia prawnicze do Petersburga, gdzie ukończył uniwersytet w 1849 roku ze stopniem kandydata praw. Pracował następnie jako prawnik; był asesorem prawnym w Rządzie Gubernialnym Warszawskim, asesorem i obrońcą w Prokuratorii Generalnej Królestwa Polskiego, radcą prawnym Komisji Rządowej Wyznań Religijnych i Oświecenia Publicznego. W sierpniu 1867 został prezesem Prokuratorii Generalnej Królestwa Polskiego (w randze radcy honorowego) i stanowisko to – zajmowane niegdyś przez jego ojca – pełnił do końca życia. Był członkiem międzynarodowej komisji, powołanej do podziału majątku diecezji krakowskiej między część diecezji krakowskiej w Austrii i diecezję kielecką znajdującą się w Królestwie Polskim. W 1873 został mianowany członkiem Senatu w randze rzeczywistego radcy stanu. Był też członkiem Najwyższej Komisji Egzaminacyjnej przy Komisji Rządowej Sprawiedliwości. W latach 1857–1859 uczył prawa w gimnazjum w Warszawie, później prowadził zajęcia w Instytucie Agronomicznym w Marymoncie.
Był odznaczony m.in. Orderem Św. Włodzimierza III klasy (1874) i Orderem Św. Stanisława II klasy z koroną (1867). Z małżeństwa z Ludwiką z Minterów miał pięcioro dzieci - synów Kazimierza (naczelnego lekarza Szpitala Czerwonego Krzyża w Warszawie), Jana (ziemianina) i Feliksa (1879-1940, biochemika, profesora Uniwersytetu Jagiellońskiego) oraz córki Zofię i Anielę. Został pochowany na cmentarzu Powązkowskim (kwatera 65-4-17/18).